# Dłużek-Kolonia
Dłużek-Kolonia ([ˈdwuʐɛk kɔˈlɔɲa]  ) est une localité polonaise de la gmina de Lubsko dans la powiat de Żary de la voïvodie de Lubusz dans l'ouest de la Pologne.
Elle se situe à environ 4 kilomètres au sud-ouest de Lubsko (siège de la gmina), 20 kilomètres au nord-ouest de Żary (siège de la powiat) et 45 kilomètres au sud-ouest de Zielona Góra (siège de la diétine régionale). 

## Histoire
Après la Seconde Guerre mondiale, avec les conséquences de la Conférence de Potsdam et la mise en œuvre de la ligne Oder-Neisse, le territoire de la localité est intégré à la République populaire de Pologne. La population d'origine allemande est expulsée et remplacée par des polonais.
De 1975 à 1998, la localité est attachée administrativement à la voïvodie de Zielona Góra.

Depuis 1999, elle fait partie de la voïvodie de Lubusz.
Malgré sa superficie restreinte, Dłużek-Kolonia porte une histoire lourde.